# 寺井忠正
寺井 忠正（てらい ただまさ、1943年6月10日 - ）は、日本の化学者。大阪工業大学名誉教授・工学博士、桜花会相談役。
専門は、天然物化学・生化学（バイオサイエンス）、有機合成化学・薬化学、農芸化学・食品化学 。

## 経歴
1967年大阪工業大学工学部応用化学科卒業。1970年同大学大学院工学研究科応用化学専攻修士課程修了。1972年同大学工学部応用化学科助手。応用化学教室を担当し、講師、助教授を経て、1990年工学博士。1999年同学科教授。2014年大阪工業大学名誉教授。
大阪工業大学工学部応用化学科にて約40年の長きに渡り教鞭を執り、大阪工業大学桜花会相談役、紀要委員会2010委員も歴任した。
主な所属学会は、日本化学会、有機合成化学協会、日本農芸化学会、日本薬学会、日本応用糖質科学会。

## 主な研究
- ステビオール誘導体の合成および突然変異誘発活性について
- ツツジ科植物有毒成分の研究
- パン酵母およびRhizopus japonicusによるseviosideの加水分解[7]
- Grayanotoxin IIIのアセチル化におけるヒドロキシル基の反応性[8]
- ハナヒリノキ葉からISO-Grayanotoxin(Ⅱ)の分離およびそのX-線結晶解析とマウスに対する急性毒性
- ペニシリウムリパーゼを用いた減圧下での共役リノール酸モノアシルグリセロールの合成 - 日清オイリオグループ・大阪市立工業研究所（現：大阪産業技術研究所）との共同研究[9]
- 酵素法によるポリ不飽和脂肪酸のステアリン酸エステルの合成化学
- Paraconiothyrium属KD-3株由来酵母を用いた乳糖酸化反応条件の検討[10]